# Бує (Півка)
Бує (словен. Buje) — поселення в общині Півка, Регіон Нотрансько-крашка, Словенія. Висота над рівнем моря: 452,2 м.